# جانت ماسلین
جانت ماسلین (انگلیسی: Janet Maslin؛ زادهٔ ۱۲ اوت ۱۹۴۹) روزنامه‌نگار اهل ایالات متحده آمریکا است. او به عنوان منتقد فیلم و منتقد ادبی مجله نیویورک تایمز شناخته می‌شود.
او به عنوان منتقد فیلم از ۱۹۷۷ تا ۱۹۹۹، و به عنوان منتقد کتاب از ۲۰۰۰ تا ۲۰۱۵ فعالیت داشته‌است.